# Drzonowo Wałeckie
Drzonowo Wałeckie – wieś w Polsce położona w województwie zachodniopomorskim, w powiecie wałeckim, w gminie Człopa.

## Historia
Miejscowość pierwotnie związana była z Brandenburgią oraz Wielkopolską. Ma metrykę średniowieczną i istnieje co najmniej od XIV wieku. Wymieniona pierwszy raz w dokumencie zapisanym po łacinie z 1352 jako Dronowe, Pronowe, a w 1580 Drzonowo.
Miejscowość była wsią margrabską, a później szlachecką. W 1352 margrabia brandenburski Ludwik Rzymianin nadał w lenno Jakubowi i Heinzowi Boytinom połowę miasta Człopa wraz z przyległymi wsiami w. tym m.in. Drzonowo. W 1580 kasztelan poznański Piotr Czarnkowski zapłacił pobór podatków ze wsi Drzonowo od 4 zagrodników oraz pastucha wypasającego 70 owiec.
W 1580 wieś leżała w powiecie poznańskim Korony Królestwa Polskiego w parafii Człopa, a w 1641 leżała w parafii Dzwonowo (Szonowo).
W latach 1975–1998 miejscowość administracyjnie należała do województwa pilskiego.